# Roeselare (okręg)
Roeselare (nld. Arrondissement Roeselare, fr. Arrondissement administratif de Roulers, niem. Bezirk Roeselare) – okręg w północnej Belgii, w Regionie Flamandzkim, w prowincji Flandria Zachodnia.  

## Podział administracyjny
Okręg podzielony jest na osiem gmin (nld. gemeente, fr. commmune, niem. Gemeinde), w skład których wchodzi jedenaście dzielnic (deelgemeente)
| - Hooglede - Gits - Ingelmunster - Izegem (Iseghem), miasto - Emelgem - Kachtem - Ledegem (Ledeghem) - Rollegem-Kapelle (Rolleghem-Cappelle) - Sint-Eloois-Winkel (Winkel-Saint-Éloi) - Lichtervelde - Moorslede - Dadizele - Roeselare (Roulers), miasto - Beveren - Oekene - Rumbeke - Staden - Oostnieuwkerke - Westrozebeke |